# Pica (Jayuya)
Pica es un barrio ubicado en el municipio de Jayuya en el estado libre asociado de Puerto Rico. En el Censo de 2010 tenía una población de 153 habitantes y una densidad poblacional de 62,78 personas por km².

## Geografía
Pica se encuentra ubicado en las coordenadas 18°9′51″N 66°38′42″O / 18.16417, -66.64500. Según la Oficina del Censo de los Estados Unidos, Pica tiene una superficie total de 2.44 km², que corresponden a tierra firme.

## Demografía
Según el censo de 2010, había 153 personas residiendo en Pica. La densidad de población era de 62,78 hab./km². De los 153 habitantes, Pica estaba compuesto por el 86.27% blancos, el 5.88% eran afroamericanos, el 5.23% eran de otras razas y el 2.61% pertenecían a dos o más razas. Del total de la población el 100% eran hispanos o latinos de cualquier raza.